# 延社站
延社站（韓語：연사역）是朝鮮民主主義人民共和國咸鏡北道延社郡延社邑的一個鐵路車站，属于白茂线。

## 邻近车站
白茂线
小桃站 - 延社站 - 延水站